# Old Man
Old Man – piosenka rockowa Neila Younga, wydana w 1972 roku jako singel promujący album Harvest.

## Powstanie
„Old Man” było pierwszą piosenką nagraną na album Harvest. 5 lutego 1971 roku, przebywając w Nashville, Neil Young poprosił Elliota Mazera o możliwość udostępnienia studia następnego dnia. Mazer zgodził się i udostępnił muzyków ze studia Music City (Ben Keith – elektryczna gitara hawajska, Tim Drummond – bas, Kenny Buttrey – perkusja), ponadto w chórkach wystąpiła Linda Ronstadt, a na gitarze banjo zagrał James Taylor. Podczas nagrywania Young nakazał grać Buttreyowi tylko lewą ręką.

## Treść
Piosenka ma związek z rzeczywistym wydarzeniem, jakim był zakup rancza Broken Arrow przez Neila Younga w 1970 roku. Young zakupił posiadłość od Louisa Avili za 350 000 dolarów. Avila był zdziwiony, jak osoba w wieku Younga (25 lat) może sobie pozwolić na taką transakcję, na co piosenkarz odpowiedział, że miał szczęście. W piosence podmiot liryczny jest młodą osobą zwracającą się do starego mężczyzny, tłumacząc mu, że ów mężczyzna kiedyś był taki, jaki obecnie jest młody człowiek.

## Odbiór
Była to druga najpopularniejsza piosenka Neila Younga, po „Heart of Gold”, zajmując 31. miejsce na liście Hot 100. Utwór zajął także czwarte miejsce na kanadyjskiej liście przebojów.

## Covery i wykorzystanie
Utwór był kilkunastokrotnie coverowany. W 2002 roku Bob Dylan śpiewał tę piosenkę podczas swojego tournée. W 2015 roku wersja laureata The Voice, Sawyera Fredericksa, zajęła 63. miejsce na liście Hot 100.
Utwór pojawił się w takich filmach, jak Cudowni chłopcy (2000), Królowie Dogtown (2005) oraz Zanim odejdą wody (2010).